# Тамаз Мечіаурі
Тамаз Мечіаурі (1 грудня 1954 — 15 лютого 2022) — грузинський політик, інженер та економіст.
Мечіаурі народився 1 грудня 1954 року в селі Жебота району Тіанеті Грузинської РСР. Закінчив Тбіліську фізико-математичну школу-інтернат імені Комарова, потім Тбіліський державний університет, інженерно-економічний факультет.
У 1995 році Мечіаурі був обраний депутатом парламенту Грузії і обіймав цю посаду до 2004 року. Пізніше він був знову обраний до парламенту Грузії від «Грузинської мрії» і обіймав цю посаду з 2012 по 2016 рік. Мекіаурі покинув «Грузинську мрію» в 2016 році через розбіжності, і заснував партію «За єдину Грузію», яку очолив перед смертю. У 2017 році він був обраний мером Тіанеті, але згодом подав у відставку через участь у парламентських виборах у 2020 році.
Він помер від ускладнень COVID-19 15 лютого 2022 року у віці 67 років.